# Chondrosum simplex
Chondrosum simplex es una especie de gramínea perenne, nativa de América.

## Descripción
Son plantas anuales cespitosas. Tiene tallos de 2-20 cm de altura, erectos o postrados, ramificados; nudos y entrenudos glabros. Vainas pilosas en la garganta; lígula diminuta; láminas 1-7 cm x 1 mm, ciliadas, a veces pelosa en el haz. Inflorescencia 1-2 cm; espiga 1, 1-2 cm, arqueada, con 20-50 espiguillas; raquis de la espiga con espiguillas hasta el ápice, glabro. Espiguillas 6-8 mm incluyendo las aristas; gluma inferior 2-3 mm, glabra o la quilla escabrosa hacia el ápice; gluma superior 3.5-5 mm, glabra; lema inferior 5-6 mm incluyendo las aristas, el callo, los márgenes, la nervadura media y la parte inferior pilosa, el cuerpo 2.5-3.5 mm; pálea inferior obovada, entera; flósculo rudimentario 1, 3.5-5 mm, reducido a 3 aristas rígidas; raquilla c. 1 mm, pilosa en el ápice. Tiene un número de cromosomas de 2n=20, 40.

## Distribución
Se encuentra en áreas abiertas secas a una altitud de  1200-2500 metros desde Estados Unidos a Chile y Argentina.

## Taxonomía
Chondrosum simplex fue descrita por (Lag.) Kunth y publicado en Révision des Graminées 1: 94. 1829.
Sinonimia
- Actinochloa humilis Willd. ex P.Beauv.
- Actinochloa humilis (P. Beauv. ex Kunth) Willd. ex Roem. & Schult.
- Actinochloa procumbens (P.Durand) Roem. & Schult.
- Actinochloa prostrata Roem. & Schult.
- Actinochloa simplex (Lag.) Roem. & Schult.
- Actinochloa tenuis (Kunth) Willd. ex Roem. & Schult.
- Atheropogon humilis (Kunth) Spreng.
- Atheropogon procumbens (P.Durand) J.Jacq.
- Bouteloua brachyathera Phil.
- Bouteloua humilis (Kunth) Hieron.
- Bouteloua procumbens (P.Durand) Griffiths
- Bouteloua prostrata Lag.
- Bouteloua pusilla Vasey
- Bouteloua rahmeri Phil.
- Bouteloua simplex Lag.
- Bouteloua simplex var. actinochloides Henrard
- Bouteloua simplex var. rahmeri (Phil.) Henrard
- Bouteloua tenuis (Kunth) Griseb.
- Bouteloua tenuis var. humilis (Kunth) Griseb.
- Chloris procumbens P.Durand
- Chloris tenuis Poir.
- Chondrosum humile Kunth
- Chondrosum humile P.Beauv.
- Chondrosum procumbens (P.Durand) Desv. ex P.Beauv.
- Chondrosum prostratum (Lag.) Sweet
- Chondrosum simplex var. actinochloides Henrard
- Chondrosum tenue P.Beauv.
- Chondrosum tenue P. Beauv. ex Kunth
- Cynodon procumbens (P.Durand) Raspail
- Erucaria lutescens Cerv.
- Eutriana humilis (Kunth) Trin.
- Eutriana tenuis (Kunth) Trin.[2]